# You (tv-serie)
You er en amerikansk psykologisk thriller-tv-serie, udviklet af Greg Berlanti og Sera Gamble. Serien er produceret af Warner Horizon Television i samarbejde med Alloy Entertainment og A&E Studios. Serien findes på Netflix.
Seriens første sæson er baseret på 2014-romanen af Caroline Kepnes. Serien følger Joe Goldberg, en boghandler i New York, der forelsker sig i en kunde ved navn Guinevere Beck. Joe udvikler hurtigt en ekstrem, giftig og vildfarende besættelse.[kilde mangler]
Han bruger sociale medier og teknologi til at overvåge Beck, fjerne konkurrenter og manipulere sig ind i hendes liv – alt imens han retfærdiggør sine handlinger som kærlighed. Serien udforsker temaer som besættelse, identitet og den mørke side af romantik, ofte fortalt gennem Joes indre monolog, der giver seeren et uhyggeligt indblik i hans forvrængede tankegang. I de efterfølgende sæsoner flytter Joe til nye byer, antager nye identiteter og indleder nye besættelser. I sæson 2 møder han Love Quinn , en kompleks og uforudsigelig kvinde med sine egne mørke hemmeligheder. Deres forhold udvikler sig til en dyster og voldelig dynamik, hvor kærlighed og kontrol blandes. I sæson 3 stifter de familie, men Joe kæmper stadig med sine indre dæmoner og får hurtigt en ny besættelse i naboen Natalie. Sæson 4 bringer Joe til London under en ny identitet, hvor han forsøger at ændre sig, men endnu en gang trækkes ind i manipulation og mord, nu blandt den britiske elite.  Hver sæson afslører mere af Joes psykologiske kompleksitet og hans kamp mellem ønsket om kærlighed og hans destruktive tendenser.
You har modtaget ros for sin skuespilpræstation, især Penn Badgleys portræt af Joe, samt for sin evne til at blande psykologisk spænding med samfundskritik. Serien har opnået en stor global fanskare og er blevet kendt for sin intense, uforudsigelige handling og moralske tvetydighed.[kilde mangler]

## Medvirkende
- Penn Badgley - Joe Goldberg
- Elizabeth Lail - Guinevere Beck
- Luca Padovan - Paco
- Zach Cherry - Ethan
- Shay Mitchell - Peach Salinger
- Victoria Pedretti (en) - Love Quinn
- James Scully - Forty Quinn
- Jenna Ortega - Ellie Alves
- Ambyr Childers - Candace
- Carmela Zumbado - Delilah Alves